# Alexandra Rosenfeld
Alexandra Rosenfeld (Béziers, Hérault, 23 de noviembre de 1986) es una modelo francesa.
Fue elegida Miss Francia en 2006. Representando la región de Languedoc, venció a Cindy Fabre como la 52.ª Miss Francia el 3 de diciembre de 2005 y Miss Europa en 2006. Alexandra vive en Saint-Thibéry y estudia turismo en Pézenas.
En febrero de 2006, Rosenfeld, que es judía, participó en una manifestación francesa contra el antisemitismo y el racismo para protestar contra el asesinato brutal de un joven vendedor de teléfonos de origen judío, Ilan Halimi en París. Archivado el 21 de julio de 2011 en Wayback Machine.
Fue elegida Miss Europa el 27 de octubre de 2006 en Kiev, Ucrania. 